# Katenbäke
Die Katenbäke ist ein Fließgewässer in den niedersächsischen Landkreisen Diepholz und Oldenburg. 
Der 13 km lange, rechtsseitige Nebenfluss der Hunte hat seine Quelle westlich des Twistringer Ortsteils Altenmarhorst direkt an der K 104 (Colnrader Straße). Er fließt dann in nordwestlicher Richtung durch das Waldgebiet Dehmse, weiter zwischen den Orten Reckum und Winkelsett und dann weiter westlich in Richtung Wildeshausen. Er mündet südlich der Katenbäker Heide und nördlich des Naturschutzgebietes Pestruper Moor in die Hunte.
In dem Bach können Aal, Bachforelle, Barsch, Brasse, Hecht, Meerforelle, Rotauge und Zander geangelt werden.
Das Gewässer wird etwa um das Jahr 1445 (uppe der Katenbeke) erstmals schriftlich genannt. Der Name leitet sich vom mittelniederdeutschen Wort kāte, kōte für 'Hütte, kleines Haus' ab.